# Lorna Paz
Lorna Paz  (Cartagena, Kolumbia, 1970. november 18. –) kolumbiai színésznő.

## Élete és pályafutása
1970. november 18-án született Cartagenában. Testvére, Angie Cepeda szintén színésznő. 1999-ben Patricia Fernández szerepét játszotta a Betty, a csúnya lány című telenovellában.
1990-ben hozzáment Eduardo Pazhoz. Három gyermekük van.

## Filmográfia
| Év        | Cím                                             | Szerep                         |
| --------- | ----------------------------------------------- | ------------------------------ |
| 1997      | Padres e hijos                                  | Magali                         |
| 1997      | Dulce martirio                                  | Martirio                       |
| 1997      | El día es hoy                                   | Catalina                       |
| 1998      | El amor es más fuerte                           | Natalia                        |
| 1998      | Amor en forma                                   | Juliana                        |
| 1999-2001 | Betty, a csúnya lány (Yo soy Betty, la fea)     | Patricia Fernández de Brickman |
| 2001      | Provócame                                       | Margarita                      |
| 2002      | Kisanyám (Mi pequeña mamá)                      | Cassandra                      |
| 2002      | Bésame tonto                                    |                                |
| 2003      | Dr. Amor                                        | Ángeles                        |
| 2004-2005 | Casados con hijos                               | Lola                           |
| 2006      | Guayoyo Express                                 |                                |
| 2006      | La diva                                         | Victoria Dominguez             |
| 2006      | Született feleségek (Amas de casa desesperadas) | Leonor Guerrero                |
| 2010      | Chepe Fortuna                                   | Petra 'La Celosa'              |
| 2012      | Mujeres asesinas                                | Norma, la herida               |
| 2012      | Casa de reinas                                  | Petra 'La Celosa'              |